# Neoarius utarus
Neoarius utarus es una especie de pez de la familia Ariidae en el orden de los Siluriformes.

## Morfología
• Los machos pueden llegar alcanzar los 55 cm de longitud total y los 1.700 g de peso.

## Alimentación
Come principalmente crustáceos de los  géneros  Macrobrachium  y  Caridina  , peces, insectos acuáticos y terrestres, crisálidas y detritus.

## Distribución geográfica
Se encuentran en Indonesia (Irian Jaya) y Papúa Nueva Guinea.